# Kateřina Charvátová
Kateřina Charvátová (* 10. června 1950 Praha) je česká historička a archeoložka specializující se na dějiny středověku.

## Život
Po absolutoriu na Filozofické fakultě Univerzity Karlovy (obor historie – prehistorie) v 70. letech 20. století pracovala v Oblastním muzeu v Kutné Hoře, poté 15 let v Archeologickém ústavu Československé akademie věd, resp. Akademii věd České republiky. Od roku 1995 působí na katedře dějin a didaktiky dějepisu Pedagogické fakulty Univerzity Karlovy, jejíž byla deset let vedoucí. V období 2009–2013 zastávala pozici proděkanky pro vědu a předsedkyně vědecké rady Vydavatelství PedF UK a doposud je členkou dalších akademických rad. Profesorkou pro obor historie byla jmenována roku 2006 na Jihočeské univerzitě v Českých Budějovicích. Těžiště jejího výzkumu představují středověké církevní dějiny, zejména pak dějiny cisterciáckého řádu. Byla vdaná za historika Petra Charváta, s nímž má dva syny.

## Dílo

### Monografie
- Dějiny cisterckého řádu v Čechách 1142–1420.
  - Díl I. Fundace 12. století. Karolinum, Praha 1998.
  - Díl II. Kláštery založené ve 13. a 14. století. Karolinum, Praha 2002.
  - Díl III. Kláštery na hranicích a za hranicemi Čech. Praha : Karolinum, 2009./ Druhé vydání: Praha, 2018.
- Fiant festa per ordinem universum. Cistercký kalendář bohemikálního původu z první poloviny 13. století = a Cistercian calendar of Bohemian origin of the first half of the 13th century. Praha : KLP, 2003. (se Z. Silagiovou)
- Postřehy z Ameriky. Krigl : Praha, 2006.
- Václav II. Král český a polský. Vyšehrad : Praha 2007.

### Významnější články
- Středověké dvory sedleckého kláštera. Památky středních Čech 7, 1993, s. 32–39.
- Postup výstavby cisterckých klášterů v Čechách. Mediaevalia Historica Bohemica 3, 1993, s. 199–223.
- Settlement pattern within the domain of Plasy abbey, Bohemia: 1100–1400 A. D. Památky archeologické 84, 1993, s. 120–147.
- Vývoj osídlení na panství kláštera v Teplé ve 13. století. Historická geografie 28, 1995, s. 71–92.
- Ve stopách svatého Bernarda z Clairvaux? Nejstarší cisterciácká ekonomika, Francie a Čechy. Mediaevalia Historica bohemica 4, 1995, s. 125–145.
- Pluh a sekera. Hospodářství a osídlovací procesy na panstvích českých klášterů ve 13. století. Muzejní a vlastivědná práce. Časopis Společnosti přátel starožitností 1998, s. 65–79.
- Evropský rozměr času v českých cisterckých klášterech. In: Cystersi w spolczenstwie Europy Srodkowej. Edd A. M. Wyrwa – J. Dobosz. Poznań 2000, s. 220–226.
- Počátky cisterckých klášterů v Čechách. In: 900 let cisterciáckého řádu. Sborník z konference konané 28.–29. 9. 1998 v Břevnovském klášteře. Ed. K. Charvátová. Unicornis, Praha 2000, s. 65–78.
- Cisterciáci v severních Čechách ve středověku. In: Náboženské dějiny severních Čech. Edd. R. Kavan – L. Kocourek. Ústí nad Labem 1999, s. 66–73.